# 阿廖娜·卡尔塔绍娃
阿廖娜·弗拉基米罗芙娜·卡尔塔绍娃（俄语：Алёна Владимировна Карташо́ва，1982年1月23日—）是俄罗斯女子業餘摔跤运动员。她在2008年夏季奧林匹克運動會摔跤比賽—女子自由式63公斤級比赛中摘得银牌。
2011年退役，担任女子国家队教练。